# Carl Axel Strömfelt
Carl Axel Strömfelt, född den 29 februari 1740 i Jönköping, död den 9 december 1821 i Stockholm, var en svensk greve och militär. Han var son till Carl Harald Strömfelt
Strömfelt skrevs in som student vid Lunds universitet 1752. Han blev volontär vid Hessensteinska regementet 1754 och rustmästare därstädes 1755. Han deltog i pommerska kriget och blev ett par gånger preussisk krigsfånge. Strömfelt blev förare vid Spenska regementet i Stralsund 1757, fänrik där 1758 och vid livgardet samma år, löjtnant vid sistnämnda regemente 1764, kapten där 1773, major i armén samma år, vid livgardet 1774, och överstelöjtnant i armén 1777. Han blev tjänstgörande hovmarskalk 1781 och överkammarherre hos drottningen 1799. Strömfelt kommenderades 1788 till kriget i Finland och var bland annat med i träffningen vid Keltis baracker 1790. Han upphöjdes till greve 1799 jämte brodern Fredrik Georg. Strömfelt befordrades till överste i armén 1781 och blev överste och chef för Kronobergs regemente 1782. Han blev generalmajor sistnämnda år, generallöjtnant 1792 och general av infanteriet 1809. Strömfelt blev chef för Konungens eget värvade regemente 1811 och beviljades avsked 1812. Han blev riddare av Svärdsorden 1772, kommendör av samma orden 1790, kommendör med stora korset 1794, riddare och kommendör av Kunglig Majestäts Orden 1814 samt riddare av Carl XIII:s orden 1818. Strömfelt vilar i Riddarholmskyrkan.